# Stadshallen

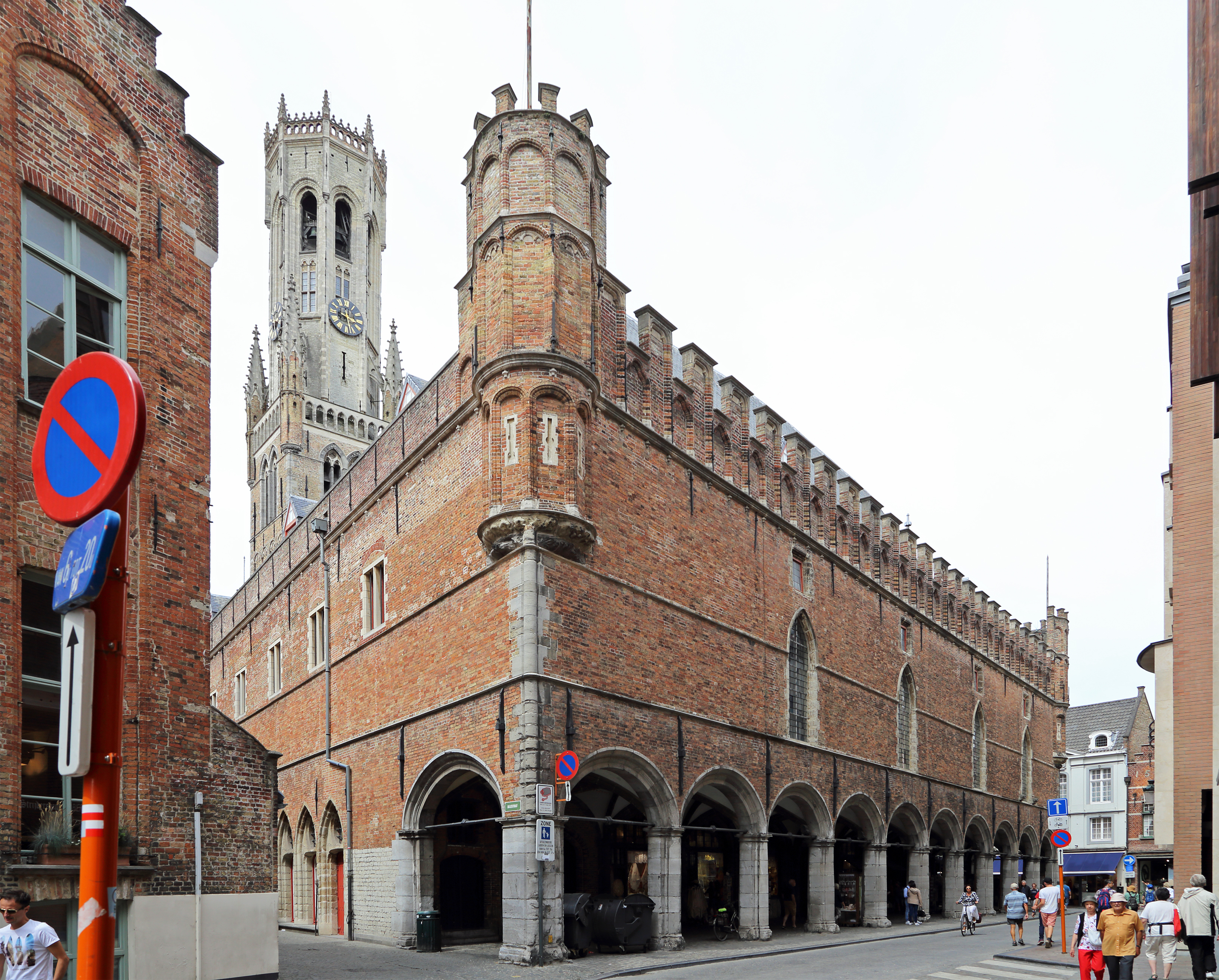
De Brugse hallen: zuidvleugel met galerij, gezien vanuit de Oude Burg

De Stadshallen van Brugge zijn een geheel van middeleeuwse gebouwen die zich bevinden omheen het Belfort van Brugge.

## Geschiedenis

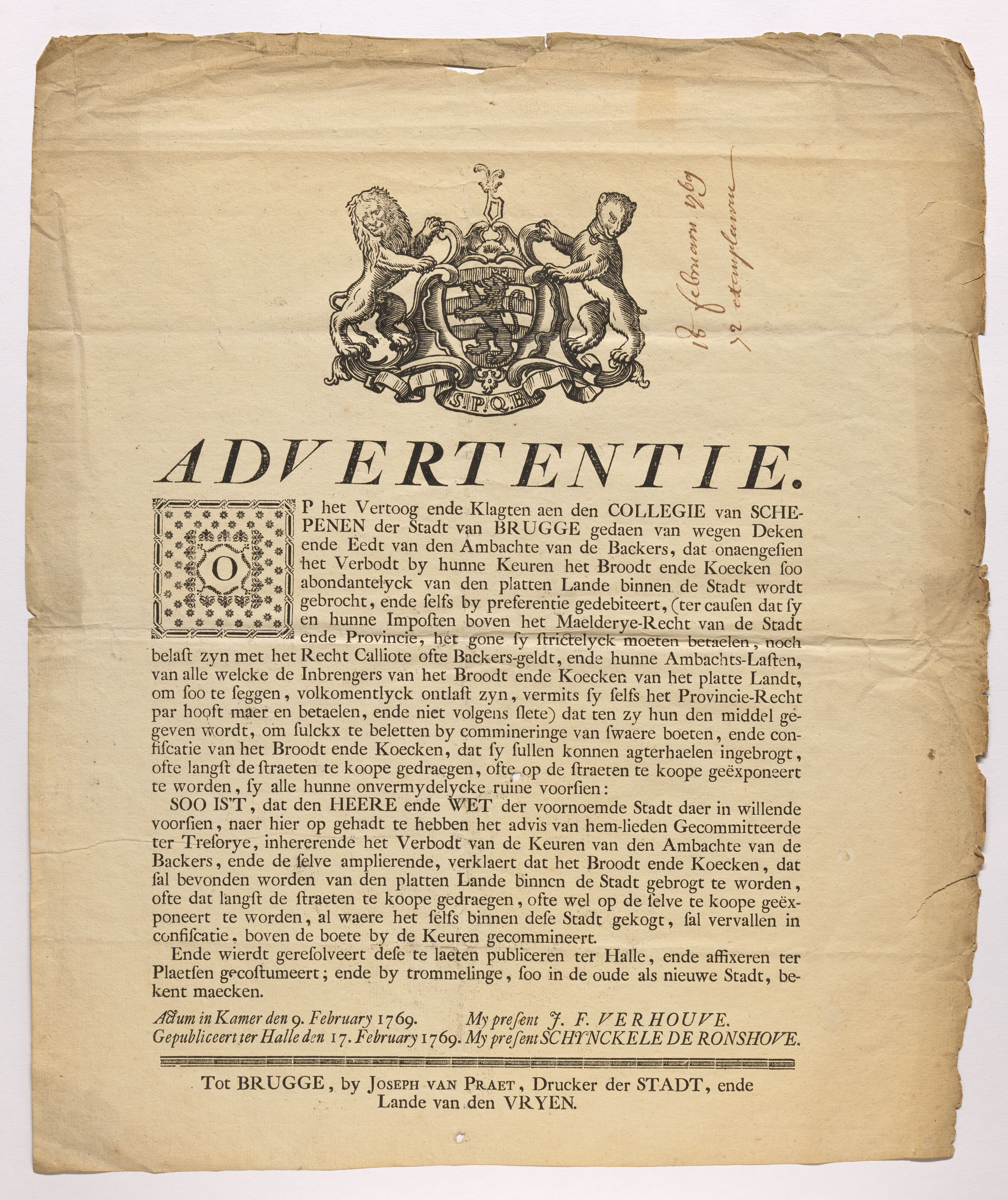
Verordening van het college van burgemeester en schepenen van 17 februari 1769 geafficheerd aan de Stadshallen (Bakkerijmuseum Veurne).

Het oorspronkelijk commercieel en bestuurlijk complex aan de zuidzijde van de Markt, is ingesloten door de Wollestraat ten oosten, de Oude Burg ten zuiden en de Hallestraat ten westen. Het weerspiegelt het toenmalige belang van Brugge en zijn lakennijverheid, en getuigt van het monumentale en grootschalige karakter van de openbare burgerlijke architectuur in de middeleeuwen.
Binnen het oudste deel van de stad Brugge, tussen de Markt en de Oude Burg bevonden zich al vroeg houten gebouwen die een publieke dienst verrichten, voornamelijk als ruimte voor handelsactiviteiten. Al vanaf het begin van de dertiende eeuw werd in documenten verwezen naar burgers die woonden post Hallam (Rijkaert in 1211) of naar personen of gebouwen die zich bevonden Bachter Halle (Johannes Bachter Halle in 1280, Willem Bachterhalle in 1296, Jan Bachter Halle in 1302; 'Bi der Halle' in 1302). Langs de kant van de Markt werd een wat hoger gelegen gebouw opgetrokken, dat de naam 'Belfort' kreeg en een officiële functie had als vergaderplaats voor de stedelijke overheid, als bewaarplaats voor de zo belangrijke archieven met stedelijke documenten en privileges, als uitkijkpost over de stad, en als plek met het uurwerk en de klokken die de arbeid binnen de stad regelden.
Hoe belangrijk de bergplaatsen voor de stad wel waren werd aangetoond toen in 1280 een brand de hallen en het Belfort teisterde en de archieven in de vlammen opgingen. Hiermee verdwenen de bewijzen van de toegekende voorrechten en vaak moest een lange strijd worden gevoerd om een herbevestiging van de voordien toegekende privileges te bekomen vanwege de burgerlijke of kerkelijke overheden.
Het was vanaf het einde van de dertiende eeuw (of volgens sommigen van de veertiende eeuw) dat de hallen in stevige Brugse baksteen of 'moefen' werden opgetrokken. Ze vormden weldra een trapeziumvormig geheel van vier op elkaar aansluitende hallen van twee bouwlagen, rond een binnenplein en met aan de kant van de Markt het steeds hoger opklimmende belfort. De eerste verdiepingen werden bedekt door indrukwekkende houten dakbekappingen. De hallen hadden elk een naam: de kruideniershalle, de handschoenmakershalle, de lijnwaarhalle en de Oude Burghalle.
Zolang Brugge een internationale handelsplek was, werden de hallen gebruikt om er commerciële jaarmarkten in te organiseren. Buiten die periode werden ze gebruikt voor allerhande bijeenkomsten en activiteiten.
Op een kaart uit 1760 werd het gebruik van verschillende onderdelen van de hallen aangeduid, zoals: 
- de mercenierswinkels,
- de openbare entrepots,
- het gemeentelijk tabakscomptoir.

Een van de lokalen werd gedurende decennia gebruikt door de aloude gilde van de schermers, genaamd Sint-Michiel.
Op het einde van de achttiende eeuw, tijdens de revolutiedagen, waren de hallen de ontmoetingsplaats voor de leden van de revolutionaire club van de Vrienden van de Gelijkheid of Jacobijnse Club.

## In de twintigste eeuw
De hele twintigste eeuw door boden de hallen ruimte voor allerhande tijdelijke of permanente activiteiten. In 1917 gebruikten de Duitse troepen de hallenzalen als keuken en garage.
De westelijke hal was op het gelijkvloers ingericht als 'Vleeshalle'. Tot in de jaren 1970 werden er stallen verhuurd aan vleeshouwers van buiten de stad die er hun waren kwamen verkopen. Nadien werd deze hal onder de naam Garemijnzaal een ruimte voor tijdelijke exposities.
De oostelijke hal werd na de fusie van 1970 gebruikt als kantoor voor de Dienst van Toerisme en voor de burgerlijke stand en de bevolkingsdienst. Nadat die naar het Brugse Vrije verhuisden, werd voor deze tot Adorneszaal genoemde hallenzaal, een commerciële huur toegestaan aan enkele handelaars van zogenaamd 'artistieke' producten. Een gedeelte diende voor het aanbieden van een kinderopvang.
De afzonderlijke zaal die zich in het noordelijk deel op de eerste verdieping bevond, werd in de jaren 1930 ingericht als het eerste Brugse Volkskundemuseum.
De drie op elkaar aansluitende indrukwekkende bovenzalen waren een welkome ruimte voor talrijke activiteiten. De Brugse Jaarbeurs, de Missiekermis, het Festival van Vlaanderen met zijn expo van instrumenten, de Brugse Floraliën, de Breugheliaanse feesten en nog andere konden er de passende ruimte vinden. Deze werden ook soms aangewend als kleedkamers voor activiteiten zoals het Heilig Bloedspel, de Heilig Bloedprocessie, de Praalstoet van de Gouden Boom, het Groot Toernooi van 1974. Dit gebruik verminderde toen begin de jaren 1960 de Beurshalle op West-Brugge werd gebouwd. 
Gedurende verschillende jaren werden de bovenzalen ook gebruikt voor de opening van het academisch jaar van het Europacollege. In 1987 hield president François Mitterrand er de openingsrede en in 1988 hield de Britse premier Margaret Thatcher er haar ophefmakende eurosceptische Bruges speech.
De zuidzijde van de hallen werd in de zestiende eeuw op het gelijkvloers getooid met een sierlijke overdekte galerij. Gedurende het grootste deel van de twintigste eeuw werden de winkeltjes die er op uitkwamen als bloemenwinkels gebruikt. Tegen het einde van de twintigste eeuw werden ze vervangen door kant- en souvenirwinkels. 
Op de binnenkoer werden langs beide zijden trappen aangelegd, leidende naar galerijen, die toegang gaven tot de eerste verdieping. In de jaren 1980 werd de noordelijke galerij ontsierd door een tweede trap, die er op onoordeelkundige wijze werd ingeplant. Deze toevoeging gebeurde zonder bouwvergunning en de bouw werd dan ook door de Dienst Stedenbouw stilgelegd. De minister van ruimtelijke ordening en stedenbouw, Paul Akkermans, kwam persoonlijk tussen, op verzoek van de stad Brugge, door het verlenen van een regularisatievergunning.
Tijdens de eenentwintigste eeuw werden de hallen verder voor allerhande tijdelijke activiteiten, georganiseerd door de stad of door privéverenigingen, gebruikt. Ze werden ook in stijgende mate aangewend voor congressen en de eraan verbonden feestmalen en recepties.
Samen met het belfort, zijn de hallen sinds 1938 beschermd als monument.

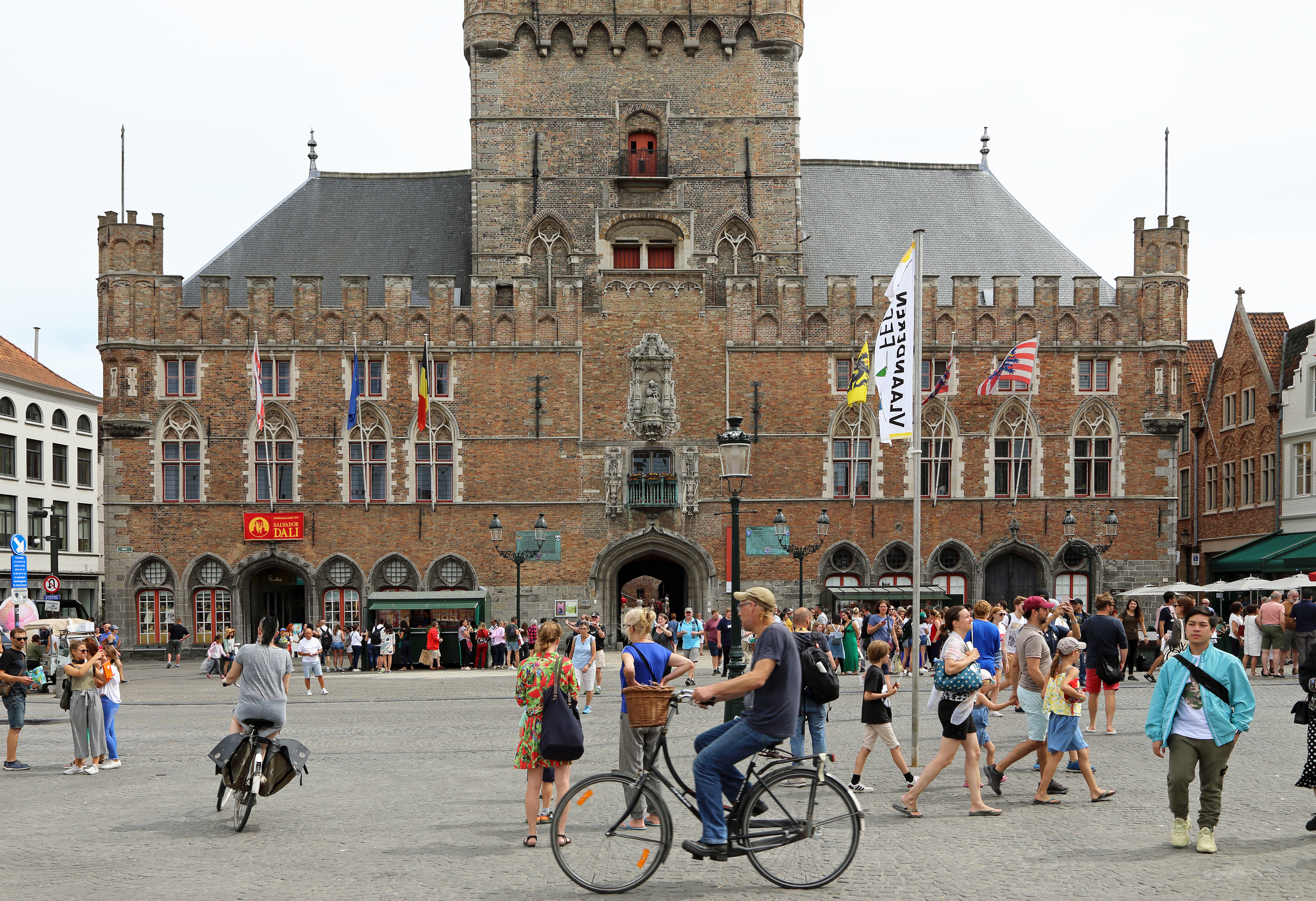
Stadshallen van Brugge: noordzijde (kant Markt)
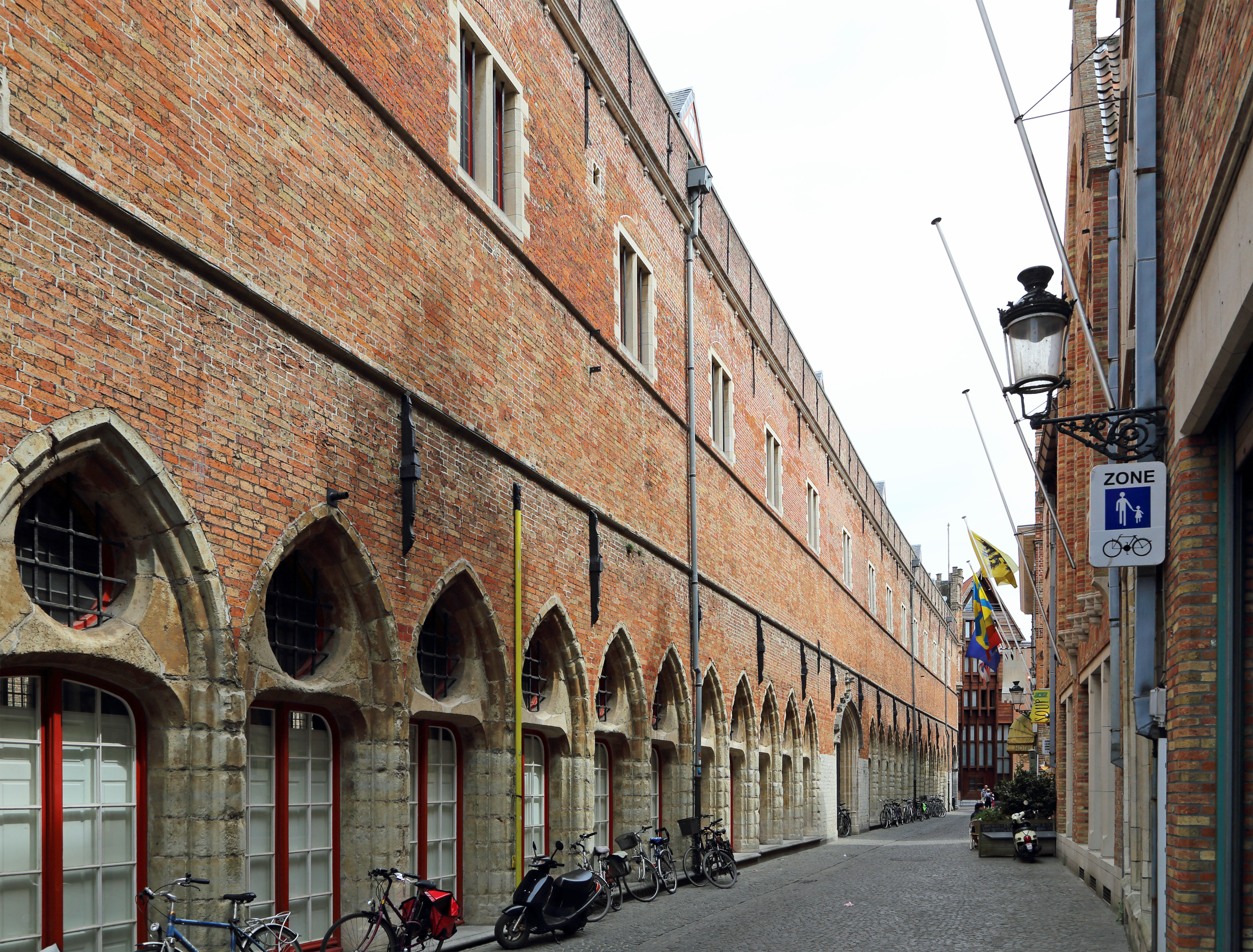
Westvleugel (kant Hallestraat)
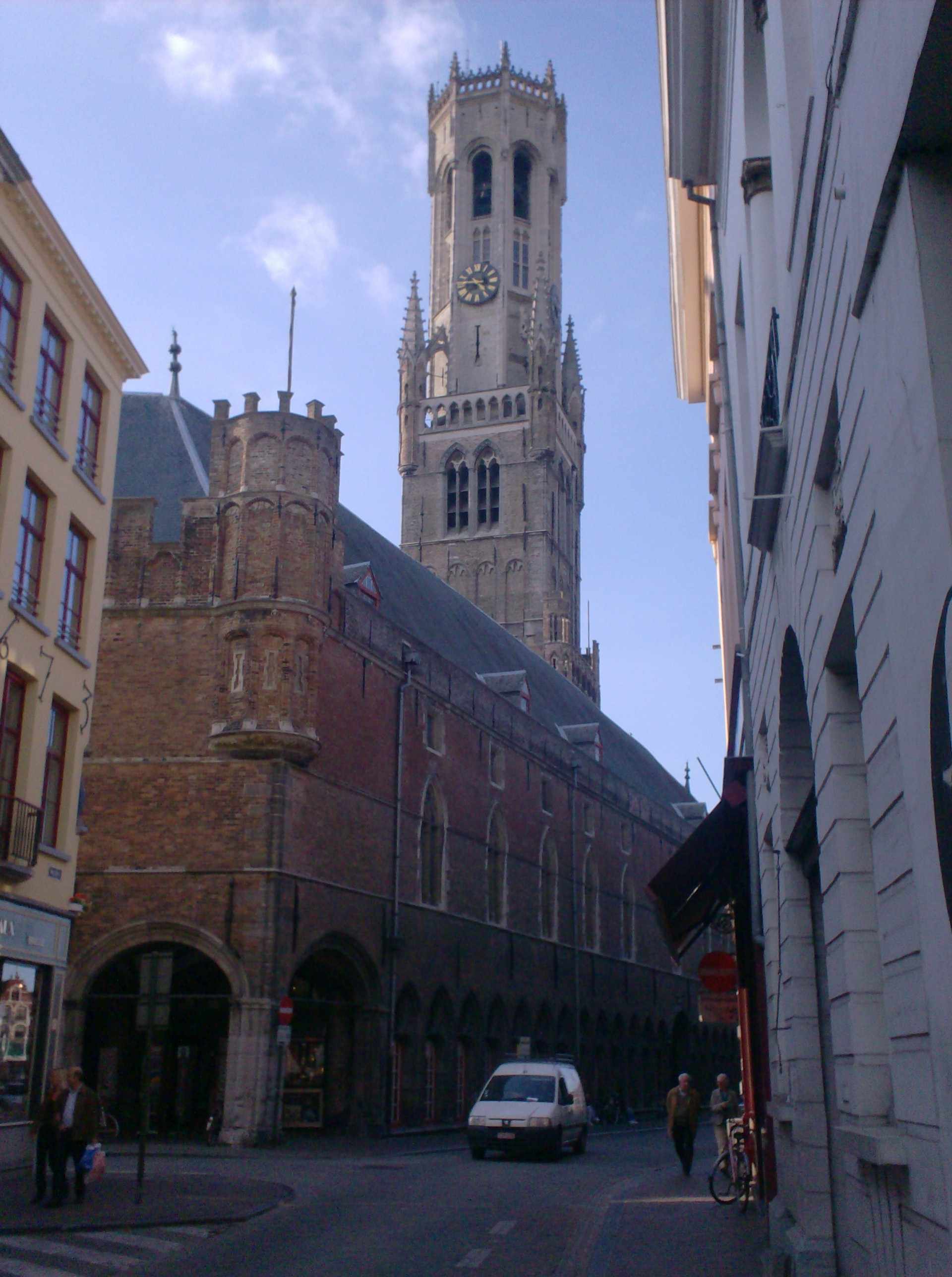
Oostvleugel (kant Wolestraat, hoek Oude Burg)
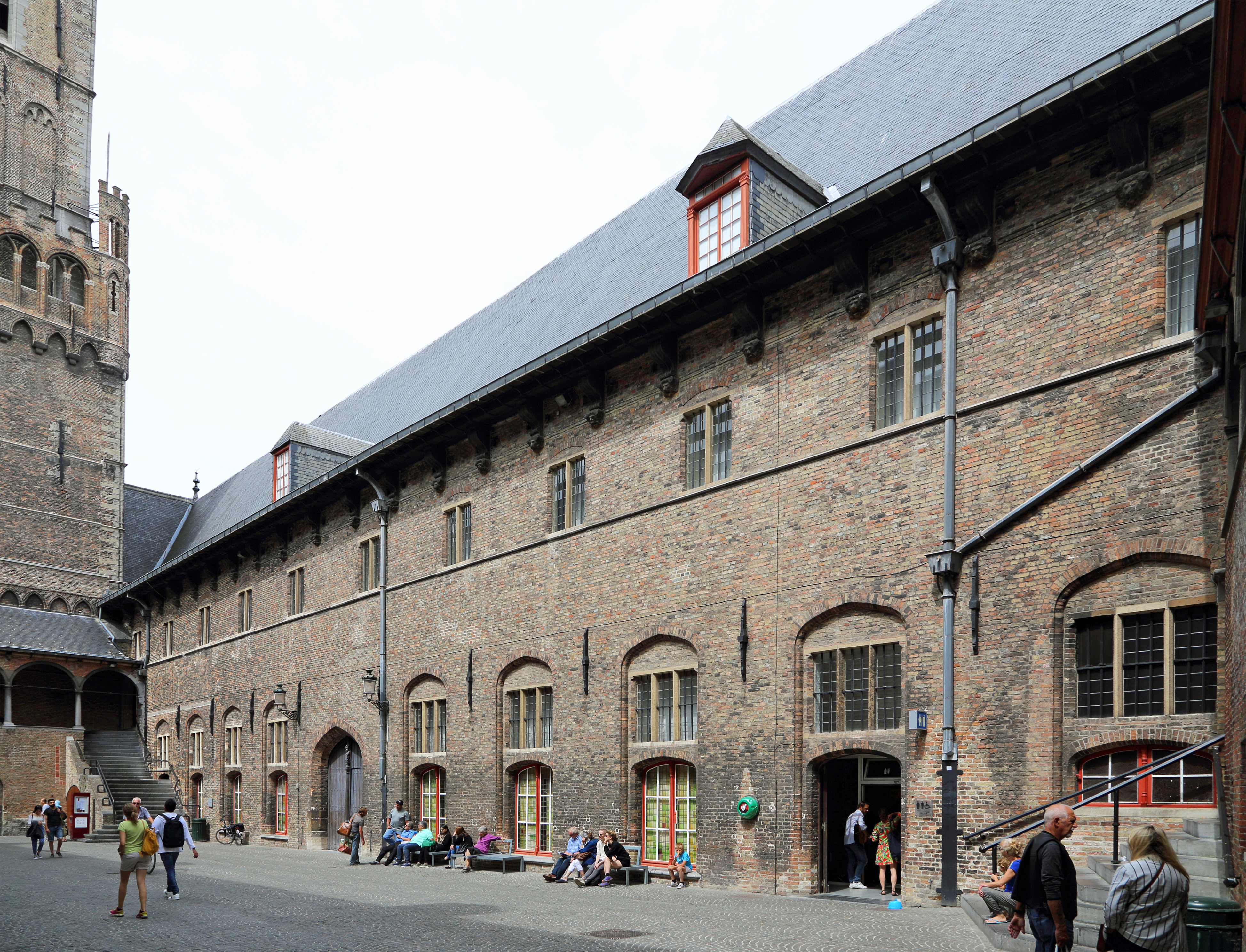
Oostvleugel, kant binnenplaats
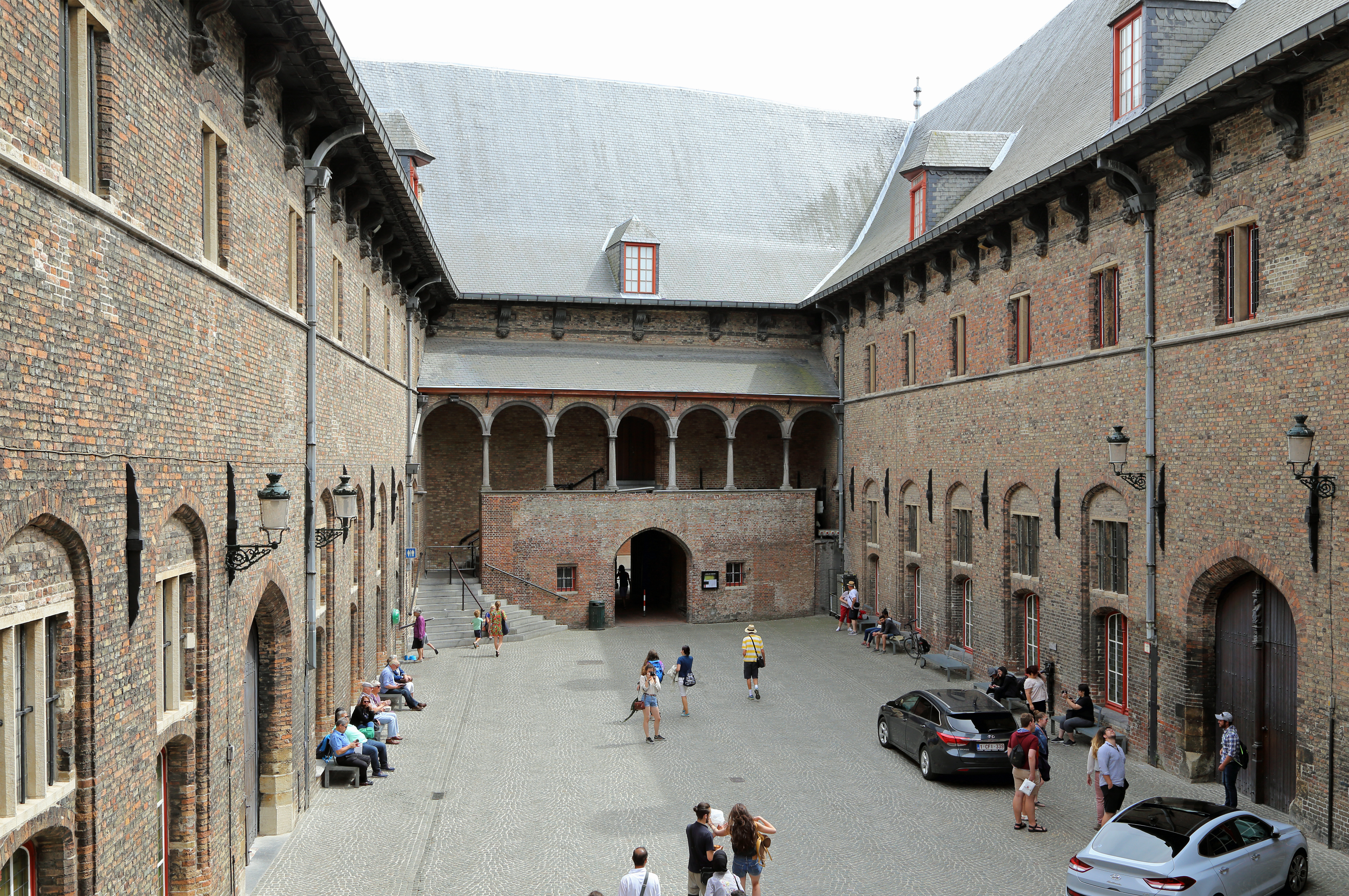
Binnenplaats, in zuidelijke richting gezien
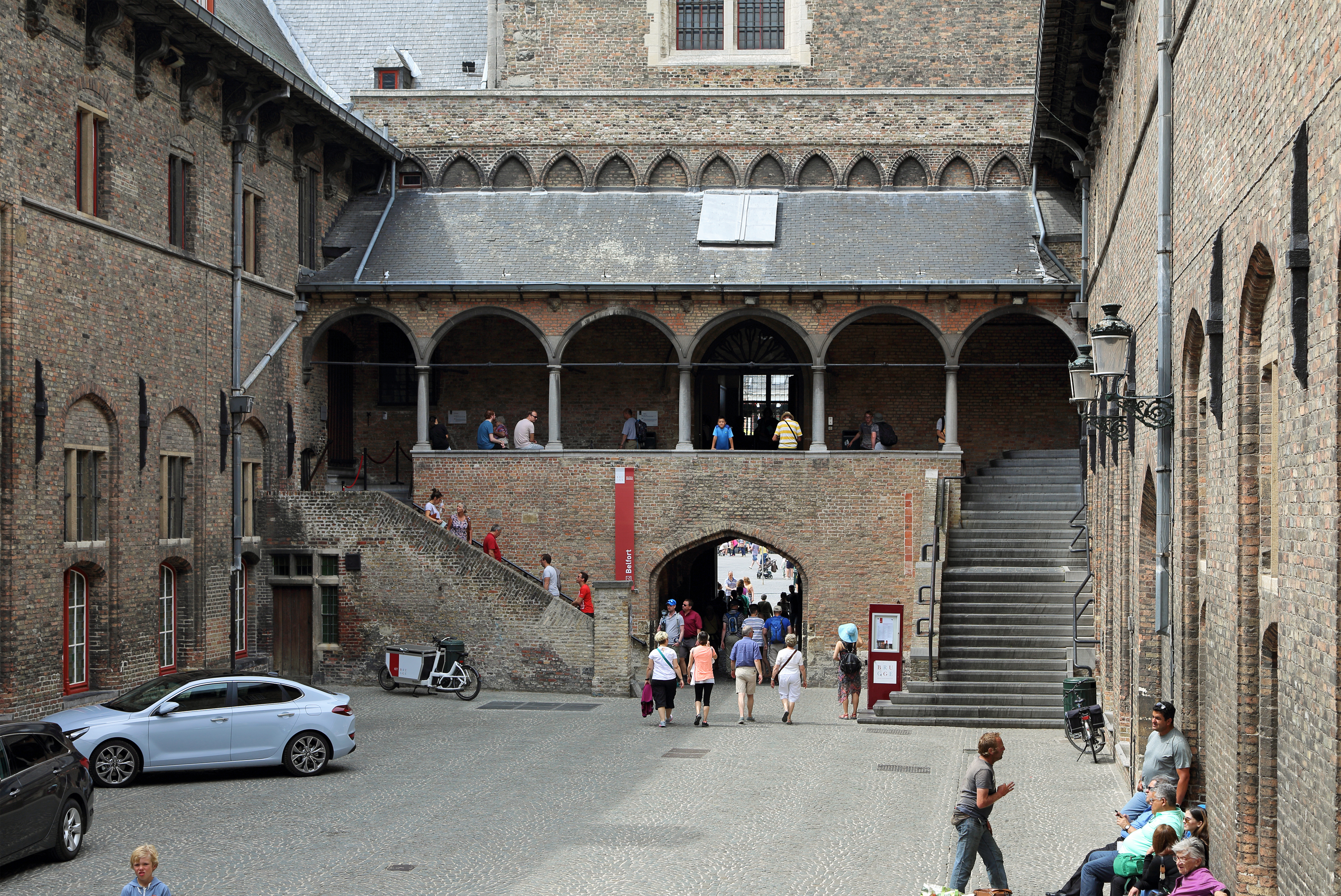
Binnenplaats, in noordelijke richting gezien